# Asielaanvraag in Nederland
Als asielaanvraag in Nederland wordt aangemerkt het verzoek dat een asielzoeker indient bij de Nederlandse autoriteiten om een verblijfsvergunning te krijgen omdat hij in eigen land vervolging vreest en meent te voldoen aan de daarvoor geldende criteria op grond van het Verdrag betreffende de status van vluchtelingen. Ook zijn er beperkte mogelijkheden bij een diplomatieke post van Nederland in een ander land asiel te vragen. Asielaanvragen worden behandeld door de Immigratie- en Naturalisatiedienst (IND) van het Ministerie van Asiel en Migratie. De procedure is wettelijk geregeld in de Nederlandse Vreemdelingenwet 2000 en de Vreemdelingencirculaire. 
De begrippen asielverzoek en asielaanvraag worden vaak door elkaar gebruikt. De Vreemdelingencirculaire (Vc) van het ministerie van Justitie maakt echter een onderscheid tussen beide begrippen, aan de hand van de terminologie van de Dublinverordening en de vreemdelingenwetgeving.
Een asielverzoek omvat volgens deze terminologie elk verzoek van een vreemdeling om internationale bescherming door de (in dit geval dan de Nederlandse) autoriteiten. Dit kan dus ook een mondeling verzoek zijn. Een asielaanvraag is de schriftelijke aanvraag van een verblijfsvergunning voor bepaalde tijd asiel.
De EU-Definitierichtlijn gebruikt de term verzoek om internationale bescherming voor een verzoek om bescherming van een EU-lidstaat door een onderdaan van een niet EU-land of een staatloze die kennelijk de vluchtelingenstatus of subsidiaire beschermingsstatus wenst. De richtlijn stelt geen voorwaarden voor de vorm van dit verzoek, zodat mondelinge verzoeken ook hieronder vallen.

## Asielaanvraag in Nederland
Een vreemdeling die een asielverzoek wil indienen in Nederland moet een verblijfsvergunning voor bepaalde tijd asiel aanvragen. Voor deze aanvraag is een formulier vastgesteld, dat door de asielzoeker zelf of door zijn wettelijk vertegenwoordiger moet worden ondertekend. Een eventuele gemachtigde, zoals een advocaat, kan niet namens een asielzoeker een asielaanvraag indienen. Bij wettelijk vertegenwoordiger kan worden gedacht aan de ouders van een minderjarig kind.
De Vreemdelingencirculaire en de tekst van het aanvraagformulier gaan ervan uit dat ouders ook namens hun kinderen beneden de leeftijd van 15 jaar een aanvraag ondertekenen, maar kinderen van 12 jaar en ouder kunnen ook zelf een asielaanvraag indienen. Asielaanvragen van Alleenstaande Minderjarige Asielzoekers (ama's) beneden de 12 jaar dienen door een voogd of zaakwaarnemer te worden ondertekend.
Asielzoekers dienen hun asielaanvraag in het Aanmeldcentrum (AC) in. Aanmeldcentra zijn er in Ter Apel (Asielzoekerscentrum Ter Apel), Zevenaar, 's-Hertogenbosch en Luchthaven Schiphol. Asielzoekers die zich aan een Nederlandse buitengrens (zee- of luchthaven) melden en aan wie de toegang tot Nederland is geweigerd, moeten de aanvraag indienen in het AC Schiphol. Vreemdelingen die asiel willen vragen, terwijl zij zich in vreemdelingendetentie bevinden, moeten een asielaanvraag indienen op de plaats van hun detentie.
Na hun aanvraag komen asielzoekers terecht in de asielprocedure.

## Asielprocedure in Nederland
Wie asiel aanvraagt in Nederland, komt terecht in een aanmeldcentrum van de Immigratie- en Naturalisatiedienst (IND). Daar wordt de aanvraag opgenomen in de zogenaamde Algemene Asielprocedure. Binnen acht dagen wordt een beslissing genomen op de asielaanvraag. Wanneer het niet mogelijk is binnen dit tijdsbestek een beslissing te nemen, wordt de asielzoeker in een asielzoekerscentrum geplaatst. Dit heet de Verlengde Asielprocedure. Op grond van de Algemene wet bestuursrecht moet de IND dan binnen zes maanden een besluit nemen.
De procedure bestaat in beide gevallen uit een aantal stappen. In de Algemene Procedure zien deze er als volgt uit. De asielzoeker krijgt een 'eerste gehoor' met de IND waarin hij informatie kan geven over zijn identiteit, verblijf in het land van herkomst en reisroute (dag 1). Het rapport van dit gehoor kan de asielzoeker nabespreken met een advocaat, die hem tevens voorbereidt op het 'nader gehoor' (dag 2). In het nader gehoor kan de asielzoeker zijn asielmotieven toelichten (dag 3). Ook het rapport van dit gehoor kan de asielzoeker nabespreken met een advocaat (dag 4). Op dag 5 neemt de IND een eerste beslissing, het 'voornemen'. Wanneer dit eerste oordeel negatief is, dan kan de asielzoeker hierop zijn zienswijze geven (dag 6). Op dag 7 neemt de IND een definitief besluit.
Wanneer de asielaanvraag wordt afgewezen, dan kan de asielzoeker bij de rechtbank in beroep gaan. Verklaart de rechter dit beroep ongegrond, dan kan de asielzoeker nog in hoger beroep gaan bij de Afdeling bestuursrechtspraak van de Raad van State. De uitslag hiervan mag hij echter niet in Nederland afwachten.
De asielprocedure wordt verlengd wanneer de IND nader onderzoek wenselijk acht. Het kan hierbij bijvoorbeeld gaan om een aanvullend gehoor, documentonderzoek, taalanalyse of onderzoek in het land van herkomst.
De IND maakt gebruik van ambtsberichten van het Nederlandse ministerie van Buitenlandse Zaken. Een algemeen ambtsbericht behandelt de algemene veiligheid in het betreffende land. In sommige gevallen wordt een individueel ambtsbericht opgesteld met betrekking tot de persoon van de asielaanvrager en hetgeen deze heeft verklaard bij zijn of haar asielaanvraag. Daarnaast bestaan er deelambtsberichten over specifieke onderwerpen, bijvoorbeeld over mensenrechtenschendingen door buitenlandse organisaties, zoals in Afghanistan in de communistische periode (1980-1992) de toenmalige staatsveiligheidsdienst KhAD/WAD. De informatie uit deze ambtsberichten wegen mee bij de beslissing op een asielaanvraag.
Een bijzondere vorm van aanvullend onderzoek vindt plaats bij asielzoekers op wie de uitsluitingsgrond '1f' (vermoedelijke eigen betrokkenheid bij oorlogsmisdrijven of schending van mensenrechten) van toepassing is (Verdrag betreffende de status van vluchtelingen).

### De asielprocedure nader uitgewerkt
Bij binnenkomst via landsgrenzen: onverwijld (onmiddellijk en uiterlijk binnen 2 dagen) melden in Centrale Opvanglocatie (COL) Ter Apel.
Bij binnenkomst via Schiphol of zeehaven (Rotterdam): onverwijld (onmiddellijk en uiterlijk binnen 2 dagen) melden in Aanmeldcentrum (AC) Schiphol.
Bij de COL worden de asielzoekers geregistreerd: persoonsgegevens genoteerd, vingerafdrukken afgenomen en daar wordt gecheckt of de asielzoeker in het opsporingsregister staat.
Hier start de 'rust- en voorbereidingstermijn' (RVT) van minimaal zes dagen, die op AC Schiphol maximaal 2 dagen duurt. Het verblijf in de COL duurt één tot maximaal drie dagen. In de COL krijgen asielzoekers een folder van de vreemdelingenpolitie. Vanuit de COL gaan asielzoekers door naar de Procesopvanglocatie (POL), waar ze verblijven tijdens hun asielprocedure.
De rust- en voorbereidingstermijn wordt voortgezet in de POL met de volgende activiteiten:
- De Vreemdelingenpolitie (VP) doet onderzoek naar vingerafdrukken (dactylo) en documenten.
- VluchtelingenWerk biedt hulpt en begint zo nodig aan een vluchtverhaal analyse.
- De Forensisch Medische Maatschappij Utrecht (FMMU) doet medisch onderzoek.
- De asielzoeker heeft hier al contact met zijn/haar advocaat.

De advocaat is op AC Schiphol ter plekke aanwezig.
De Proces Opvanglocatie (POL) wordt beheerd door het COA. Bij elk aanmeldcentrum zitten één of meer Proces Opvanglocaties. En de asielprocedure vindt plaats op het aanmeldcentrum (AC).
AC Schiphol is tevens een POL.
Na de rust- en voorbereidingstermijn gaan de asielzoekers naar het aanmeldcentrum (AC) elders in Nederland. Nu begint de feitelijke asielprocedure met de asielaanvraag in het AC. Er zijn vier aanmeldcentra in Nederland: in Ter Apel, Zevenaar, Den Bosch en op Schiphol. 
De asielzoekers reizen dagelijks heen en weer tussen POL en het AC.
Dan vinden het eerste gehoor en het nader gehoor plaats door de IND. Na correcties op het nader gehoor door de asieladvocaat, wordt beslist of de procedure wordt afgedaan met de Algemene Asielprocedure (AA) in het Aanmeldcentrum of de Verlengde Asielprocedure (VA) in het Asielzoekerscentrum (AZC).
Het criterium is of binnen de Algemene Asielprocedure een zorgvuldige beslissing op het asielverzoek kan worden genomen.
De IND kan al tijdens de aanvraag asiel voor bepaalde tijd (vbt) een ander land verantwoordelijk stellen op grond van de Dublinverordening.
De Dublinverordening is ondertekend door alle landen van de Europese Unie + IJsland en Noorwegen.
Nederland kan een verzoek tot overdracht indienen bij een andere lidstaat, waar bijvoorbeeld al familieleden van de asielzoeker wonen, waar hij eerder een visum heeft gekregen of waar hij de EU is binnengekomen.

### De Algemene Asielprocedure (AA)
Deze bestaat uit 8 dagen. Deze mag door de IND met maximaal 6 dagen worden verlengd. 
De even dagen zijn voor de asielzoeker de oneven dagen voor de IND. Er wordt hier getoetst of mensen recht hebben op bescherming tegen terugkeer naar hun land van herkomst en of ze in Nederland mogen blijven.
Vluchtelingenwerk mag op eigen initiatief of op advies van de rechtshulpverlener steeds bij de gehoren aanwezig zijn. Als Vluchtelingenwerk de gehoren bijwoont, maakt zij hiervan ook een verslag. Verder bewaakt ze de procedure en bekijkt ze hoe de asielzoeker eraan toe is en geeft morele ondersteuning. Aan het eind van het gehoor mag Vluchtelingenwerk ook opmerkingen maken.
Dag 1: Eerste gehoor: door contactambtenaar IND samen met tolk. Identiteit, nationaliteit en reisroute staan centraal. Eventueel nationaliteitscheck, taalanalyse en leeftijdsonderzoek.
Dag 2: Bespreking eerste gehoor en voorbereiding nader gehoor: Dit gebeurt samen met de advocaat.
Dag 3: Nader gehoor: hier komen het vluchtverhaal en de asielmotieven aan de orde. Aan het eind wordt er een rapport nader gehoor opgemaakt die de advocaat en de asielzoeker ontvangen.
Dag 4: Correcties en aanvullingen: Dit is een schriftelijke reactie van de advocaat op het nader gehoor bij de IND.
Hierna beslist de IND of de asielzoeker verdergaat in de Algemene Asielprocedure of verder in de Verlengde Asielprocedure. Wanneer de asielzoeker in de Algemene Asielprocedure verdergaat, gaat het verder zoals hieronder beschreven.
Dag 5 of dag 6: Kennisgeving voor voornemen tot afwijzing. Dit is een rapport waarin de plannen van de IND staan om het asielverzoek af te wijzen. Dit is nog geen beschikking waartegen bezwaar en beroep openstaat.
Dag 6: Zienswijze op het voornemen tot afwijzing: De advocaat schrijft verweer tegen de plannen van de IND om het asielverzoek af te wijzen. Hierin staan de feiten die de IND ten onrechte heeft weggelaten of niet heeft meegewogen, het vluchtverhaal en/of de toelatingsgronden en een goede onderbouwing waarom hij het niet eens is met de IND. 
Een voorbeeld van een afwijzingsgrond is art. 31 lid 1 van de Vreemdelingenwet waarin staat dat een asielverzoek wordt afgewezen wanneer de asielzoeker onvoldoende aannemelijk heeft gemaakt dat hij gegronde vrees voor vervolging heeft in het land van herkomst.
Dag 7 + 8: Beslissing op het asielverzoek: 
Positieve beslissing > verlenen van verblijfsvergunning voor bepaalde tijd asiel (vbt-asiel): 5 jaren. De asielzoeker gaat vervolgens naar het AZC in afwachting van permanente huisvesting.
Negatieve beslissing > afwijzing verblijfsvergunning: binnen vier weken (28 dagen) het land verlaten. De asielzoeker is nu niet meer rechtmatig in Nederland, de verstrekkingen eindigen en hij kan zo nodig met de sterke arm uit Nederland worden gezet. Ook kan er een inreisverbod worden opgelegd.
De asielzoeker wordt overgeplaatst naar een terugkeerlocatie, maar kan nog wel beroep tegen de negatieve beschikking instellen.

### De Verlengde Asielprocedure (VA)
Deze vindt plaatst in het Asielzoekerscentrum (AZC).
Naar de Verlengde asielprocedure gaan:
- Asielzoekers op basis van medisch adviseur doorgestuurd naar Verlengde Asielprocedure
- Asielzoekers waarvan de IND niet binnen 8 dagen of de gestelde verlenging een beslissing heeft genomen.
- Asielzoekers waarvan de IND op basis van de correcties en aanvullingen op het nader gehoor, nader onderzoek noodzakelijk acht.

Beslissingen:
- Voornemen tot afwijzing
- Verlening asielbeschikking voor bepaalde tijd
- Verzoek tot overdracht (Dublinclaim)

De termijnen verschillen wel met die van de AA:
(Hoger) beroepstermijn = vier weken bij de verlengde asielprocedure
Voornemen afwijzing → binnen vier weken zienswijze advocaat indienen → binnen zes maanden asielbeschikking met mogelijkheid tot verlenging extra zes maanden.

### Positieve beslissing
Bij een positieve beslissing krijgt de asielzoeker een verblijfsvergunning asiel bepaalde tijd (een tijdelijke verblijfsvergunning) in de zin van art. 28 Vreemdelingenwet (Vw.) 2000, die na vijf jaar mag worden omgezet in een verblijfsvergunning asiel voor onbepaalde tijd. Voor het aanvragen van een verblijfsvergunning asiel voor onbepaalde tijd moet de vluchteling zijn inburgeringsdiploma hebben behaald en tevens zijn aan de aanvraag leges verbonden van rond de € 150 per persoon. Als de persoon niet aan de vereisten voor asiel onbepaalde tijd voldoet, wordt de verblijfsvergunning automatisch verlengd met vijf jaren, mits de aanvraag tijdig (vóór het verstrijken van de huidige verblijfsvergunning) is ingediend. De vluchteling krijgt één maand de tijd om het legesbedrag te voldoen aan het Centraal Justitieel Incassobureau en ontvangt hiervan schriftelijk een betalingsverzoek. Wanneer er niet op tijd of niet volledig wordt betaald, wordt de aanvraag niet in behandeling genomen. In zo'n geval wordt de asielvergunning echter niet automatisch verlengd met vijf jaren, zoals bij het niet voldoen aan het inburgeringsvereiste.
Als de vluchteling zijn/haar inburgeringsdiploma nog niet heeft behaald, kan deze ook verlenging aanvragen van de verblijfsvergunning asiel voor bepaalde tijd met de maximale geldigheidsduur van vijf jaren. De persoon krijgt dan weer een nieuwe verblijfsvergunning met bijbehorend ID-pasje voor de komende vijf jaren. Aan de aanvraag van verlenging van de verblijfsvergunning asiel bepaalde tijd zijn geen leges verbonden.
Zowel de aanvraag asiel onbepaalde tijd als de aanvraag tot verlenging van de tijdelijke asielvergunning met vijf jaren, moet tijdig (dat wil zeggen vóór het verstrijken van de huidige verblijfsvergunning) door de IND ontvangen zijn. Een aanvraag voor asiel onbepaalde tijd wordt pas één maand voor het verstrijken van de huidige verblijfsvergunning in behandeling genomen en een te vroeg ingediende aanvraag kan worden afgewezen. De aanvraag voor asiel onbepaalde tijd kan wel al worden ingediend als de vluchteling nog geen 5 jaren asiel in Nederland heeft gehad, maar die 5 jaren wel verstreken zijn op het moment dat de huidige asielvergunning verloopt.
Voor zowel de aanvraag asiel bepaalde tijd als asiel onbepaalde tijd, is de beslistermijn een half jaar (zes maanden) volgens art. 42 lid 1 Vreemdelingenwet (Vw.) 2000. Deze termijn kan volgens art. 42 lid 4 Vreemdelingenwet (Vw.) 2000 nog met een half jaar worden verlengd als volgens de Minister van Justitie advies of onderzoek van derden of het Openbaar Ministerie nodig is. In afwachting van de aanvraag asiel bepaalde tijd of onbepaalde tijd krijgt de aanvrager een W-document dat bij een aanvraag van asiel onbepaalde tijd 1 jaar geldig is. Hiermee kunnen ze aantonen dat ze rechtmatig in Nederland verblijven in afwachting van hun definitieve verblijfsvergunning (beschikking).
Na verloop van tijd kan de verblijfsvergunning voor onbepaalde tijd asiel worden omgezet naar naturalisatie.

#### Categorieën verblijfsvergunning asiel
Bij een positieve beschikking wordt er een asielbeschikking verleend op grond van art. 29 Vreemdelingenwet (Vw.) 2000. De vluchtelingen met een A-status hebben een verblijfsvergunning asiel op grond van art. 29 lid 1 sub a Vw. 2000. De vluchtelingen met een B-status hebben een verblijfsvergunning asiel op grond van art. 29 lid 1 sub b Vw. 2000.
Ook kunnen gezinsleden van vluchtelingen een 'afgeleide' verblijfsvergunning asiel bepaalde tijd krijgen. Dit is een afhankelijke verblijfsvergunning en betekent, dat wanneer de verblijfsvergunning asiel voor de hoofdpersoon wordt ingetrokken, ook de gezinsleden hun verblijfsvergunning asiel verliezen.

##### Verdragsvluchtelingen (A-status)
De vluchtelingen met een verblijfsvergunning asiel op grond van art. 29 lid 1 sub a Vw. 2000 vallen onder de definitie van vluchteling op basis van het Vluchtelingenverdrag.

##### Vluchtelingen met een B-status
De vluchtelingen met een verblijfsvergunning asiel op grond van art. 29 lid 1 sub b Vw. 2000 hebben deze gekregen om een van de volgende redenen of een combinatie ervan:
- Angst voor doodstraf of executie.
- Angst voor folteringen, onmenselijke of vernederende behandelingen of bestraffingen.
- Ernstige en individuele bedreiging van het leven of de persoon van een burger als gevolg van willekeurig geweld in het kader van een internationaal of binnenlands gewapend conflict.

De vluchteling heeft een reëel risico op de bovenstaande gevaren moeten aantonen.

##### Gezinsleden van vluchtelingen (gezinshereniging)
In het kader van gezinshereniging nareis asiel kunnen ook gezinsleden van vluchtelingen een verblijfsvergunning krijgen. Dit is een 'afgeleide' verblijfsvergunning en dit betekent dat wanneer de verblijfsvergunning asiel van de hoofdpersoon wordt ingetrokken, ook de gezinsleden hun verblijfsvergunning asiel verliezen.
Deze gezinsleden, die de hoofdpersoon (hun familielid) zijn nagereisd, kunnen een verblijfsvergunning asiel bepaalde tijd krijgen op grond van art. 29 lid 2 Vw. 2000.
Aan de volgende categorieën gezinsleden kan een verblijfsvergunning asiel bepaalde tijd op grond van dat artikellid worden verleend:
- a. de echtgenoot of het minderjarige kind van de in het eerste lid bedoelde vreemdeling. In het geval van een meerderjarig kind komt dit alleen in aanmerking mits de gezinsband niet verbroken is. Dit betekent dat het meerderjarige kind:

1.) Niet ouder is dan 25 jaar 
2.) Niet getrouwd is 
3.) Niet de zorg draagt voor (buitenechtelijke) kinderen 
4.) Niet in zijn eigen levensonderhoud kan voorzien 
5.) Nog woonachtig is bij de ouders dan wel buiten zijn of haar schuld om niet woonachtig kan zijn bij de ouders;
- b. de vreemdeling die als partner of meerderjarig kind van de in het eerste lid bedoelde vreemdeling zodanig afhankelijk is van die vreemdeling, dat hij om die reden behoort tot diens gezin;
- c. de ouders van de in het eerste lid bedoelde vreemdeling, indien die vreemdeling een alleenstaande minderjarige is in de zin van artikel 2, onder f, van Richtlijn 2003/86/EG van de Raad van 22 september 2003 inzake het recht op gezinshereniging (PbEU 2003, L 251).

Hun verblijfsvergunning op basis van de afgeleide status wordt ambtshalve (automatisch) ingewilligd zodra ze zich in Ter Apel hebben gemeld, tenzij de nareizigers er zelf voor kiezen om een zelfstandige asielaanvraag in te dienen. Ze gaan dan de algemene asielprocedure (AA) in.

### Negatieve beslissing
Bij een negatieve beslissing krijgt de asielzoeker vier weken de tijd om op eigen gelegenheid het land te verlaten. Daarna kunnen de opvangvoorzieningen worden stopgezet. Een uitzondering hierop vormen asielzoekers die op de luchthaven Schiphol bij de grens zijn aangehouden. Zij kunnen onmiddellijk worden uitgezet. Asielzoekers kunnen dit voorkomen door bij de rechtbank een voorlopige voorziening aan te vragen die het mogelijk maakt de beroepsprocedure af te wachten. Asielzoekers bevinden zich in deze periode in vreemdelingenbewaring op grond van artikel 6 van de Vreemdelingenwet. In 2007 werd de Dienst Terugkeer & Vertrek in het leven te roepen. Deze dienst is verantwoordelijk voor het voorbereiden, bevorderen en organiseren van het daadwerkelijk vertrek uit Nederland.

#### Afwijzingsgronden
Er zijn verschillende redenen waarom een asielverzoek kan worden afgewezen. De absolute afwijzingsgronden staan in art. 30 van de Vreemdelingenwet 2000.
Dit zijn:
- Lid 1 sub a: Een ander land is verantwoordelijk op grond van de Dublinverordening.
- Lid 1 sub b: De asielzoeker heeft al op een andere grond een rechtmatig verblijf.
- Lid 1 sub c: De vreemdeling is nog in procedure over een eerdere aanvraag.
- Lid 1 sub d: De vreemdeling kan worden overgedragen naar een ander land dat partij is bij het Vluchtelingenverdrag, het EVRM, Antifolterverdrag, dan wel zich anderszins heeft verplicht deze na te leven, bijvoorbeeld de VS of Canada.

Verder kan afhankelijk van de omstandigheden een verblijfsvergunning ook worden geweigerd als de vreemdeling onvoldoende aannemelijk heeft gemaakt dat hij gegronde vrees heeft voor vervolging in het land van herkomst (art. 31 lid 1 Vreemdelingenwet 2000).
In art. 31 lid 2 Vreemdelingenwet 2000 staan nog 11 gronden (a t/m k) opgesomd, waarvan een combinatie eveneens kan leiden tot afwijzing van de verblijfsvergunning asiel bepaalde tijd ex. Art. 28 Vreemdelingenwet 2000. Dit zijn:
- a: eerdere aanvraag onder andere naam
- b: zonder reden niet voldaan aan meldplicht en overleggen van documenten
- c: geen geldig paspoort
- d: valse reis- en identiteitsdocumenten
- e: andermans documenten overgelegd
- f: geen documenten overgelegd
- g: afkomstig uit veilig land van herkomst[1][2]
- h: verbleven in veilig derde land
- i: toelating in een land van eerder verblijf
- j: verblijfsalternatief elders
- k: gevaar voor openbare orde/nationale veiligheid

Op grond van art. 1 F van het Vluchtelingenverdrag (Verdrag van Genève 1951) kunnen asielzoekers die worden verdacht van het plegen van oorlogsmisdaden en misdaden tegen de menselijkheid meteen worden vastgezet. Vaak gebeurt dit al op basis van tips van andere asielzoekers die zo'n persoon menen te herkennen.

##### Afwijzing van asielzoekers uit veilige landen (art. 31 lid 2 sub g)
Van asielzoekers die afkomstig zijn uit veilige landen wordt vrijwel altijd de asielaanvraag afgewezen door de IND op grond van de bovengenoemde afwijzingsgrond in art. 31 lid 2 sub g Vreemdelingenwet 2000. De lijst van veilige landen is limitatief en wordt door de staatssecretaris regelmatig aangevuld met nieuwe landen. Bekende landen uit de lijst met veilige landen en van waaruit veel asielzoekers afkomstig zijn, zijn: Albanië, Algerije, Marokko en Servië.
Na binnenkomst in Nederland, krijgen deze asielzoekers op het aanmeldcentrum in Ter Apel een zogeheten 'veilige landen gehoor' na vier dagen en is hun procedure korter dan asielzoekers uit oorlogslanden. Ook komt regelmatig voor dat asielzoekers uit veilige landen zelf al hun asielaanvraag intrekken via hun advocaat omdat ze zelf inzien dat het geen zin heeft. Na afwijzing en ook na intrekking van de asielaanvraag krijgen de asielzoekers een negatieve beschikking van de IND waarin staat dat ze binnen 28 dagen Nederland moeten verlaten en tevens wordt hen een inreisverbod van twee jaren voor de gehele Schengenzone opgelegd. Wanneer ze zich niet aan het inreisverbod houden, zijn ze strafbaar op grond van art. 108 Vreemdelingenwet 2000. Dit is een overtreding waarop hechtenis van ten hoogste zes maanden staat.
Op dezelfde dag dat de asielzoekers uit veilige landen hun afwijzende beschikking van de IND ontvangen, zullen ze van de Dienst Terugkeer & Vertrek (DT&V) een zogeheten Model M102, een maatregel gebaseerd op art. 56 van de Vreemdelingenwet 2000, ontvangen. Met dit document mogen ze op een Vrijheidsbeperkende Locatie (VBL) verblijven gedurende hun terugkeerproces, maar ook hebben ze een verbod om de gemeente waaronder de VBL valt, te verlaten. In deze periode van 28 dagen zullen ze regelmatig gesprekken hebben met regievoerders die hen voorlichten over hun aanstaande terugkeer en hen de keuze bieden tussen vrijwillige en gedwongen terugkeer naar hun land van herkomst. Als ze kiezen voor vrijwillige terugkeer, kunnen ze nog ondersteuning krijgen van de Internationale Organisatie voor Migratie (IOM).

#### Rechtsmiddelen tegen een negatieve beslissing
Tegen een negatieve beslissing van de IND staan twee rechtsmiddelen open: beroep en hoger beroep. In tegenstelling tot het 'normale' bestuursprocesrecht, is er geen voorafgaande voorprocedure zoals een bezwaarprocedure (bij het beslissende bestuursorgaan) of administratief beroep (bij een hoger bestuursorgaan): De mogelijkheden tot het indienen door de advocaat van de correctie & aanbeveling + de zienswijze op het voornemen tot afwijzing van het asielverzoek worden immers  beschouwd als een soort 'vervanging' van de reguliere bezwaarprocedure.

##### Beroep
Op grond van art. 69 Vreemdelingenwet 2000 geldt er een afwijking op de reguliere bezwaar- en beroepstermijn van zes weken bij het vreemdelingenrecht:
- De bezwaar- en beroepstermijn bij de verlengde asielprocedure bedraagt vier weken na de beschikking (28 dagen) (lid 1).
- De beroepstermijn bij de algemene asielprocedure bedraagt één week na de beschikking (7 dagen) (lid 2).

Omdat beroep in de algemene asielprocedure geen schorsende werking heeft, moet de advocaat ook een voorlopige voorziening (vovo) aanvragen bij de rechtbank. Hierin vraagt de advocaat aan de voorzieningenrechter of de asielzoeker de beslissing op zijn asielverzoek in vrijheid kan afwachten. De voorlopige voorziening is een spoed-procedure.
Beroep in de verlengde asielprocedure heeft echter wel een schorsende werking.
De rechter toetst ex nunc, wat betekent dat hij kijkt naar de situatie ten tijde van het beroep en ook eventuele nieuwe ontwikkelingen en documenten meeneemt. Vaak stuurt de advocaat eerst een pro-forma beroepschrift om de beroepstermijn veilig te stellen (te halen), waarna de rechtbank hem een termijn geeft dit aan te vullen tot een 'volledig' beroepschrift met de verzuimhersteltermijn.
Wanneer het beroep gegrond wordt verklaard, moet de IND een nieuwe beslissing nemen. Ook kan de IND hiertegen in hoger beroep gaan bij de Afdeling Bestuursrechtspraak Raad van State in Den Haag.
Wanneer het beroep ongegrond wordt verklaard, kan de asielzoeker vanaf dag 29 worden uitgezet. Om de beslissing aan te vechten, kan hij nog in hoger beroep gaan. De hoger beroepstermijn bij de algemene asielprocedure bedraagt 1 week en bij de verlengde asielprocedure 4 weken. In die periodes is er geen recht op opvang.

##### Hoger beroep
Hoger beroep kan worden ingesteld bij de Afdeling Bestuursrechtspraak Raad van State (art. 84 e.v. Vreemdelingenwet 2000) in Den Haag. Ze past hierbij de 'versnelde' procedure toe uit afdeling 8.2.3 van de Algemene wet bestuursrecht en doet binnen 23 weken na ontvangst van het beroepschrift uitspraak (art. 89 lid 2 Vreemdelingenwet 2000).
Het hoger beroep kent geen schorsende werking, dus moet er ook een voorlopige voorziening (vovo) worden aangevraagd door de advocaat.
De beoordeling is hier ex tunc, waarbij wordt gekeken naar de situatie tot de uitspraak van het eerdere beroep bij de rechtbank en nieuwe feiten en omstandigheden worden niet meegewogen.

###### Uitspraken in hoger beroep
- Uitspraak van de rechtbank vernietigen en terugverwijzen naar de rechtbank.
- Uitspraak van de rechtbank en de minister van Vreemdelingenzaken vernietigen en terugverwijzen naar de IND.
- Uitspraak van de rechtbank vernietigen en de zaak zelf afdoen.
- Uitspraak van de rechtbank vernietigen en de rechtsgevolgen ervan in stand houden.
- Het hoger beroep ongegrond verklaren > Asielzoeker is uitgeprocedeerd.

Bij eventuele nieuwe feiten kan de asielzoeker een nieuw asielverzoek indienen, maar dit komt bijna nooit voor. Dit heet een herhaalde asielaanvraag (HASA) en wordt ook wel eendagstoets (EDT) genoemd omdat de herhaalde asielaanvraag slechts één dag duurt.

## Asielaanvraag op een diplomatieke post
Het komt ook voor dat vreemdelingen asiel aanvragen op een ambassade of een consulaat van Nederland in het betreffend land van herkomst of in een ander land waar zij verblijven. Sinds 2003 zijn de mogelijkheden daartoe beperkt: vreemdelingen kunnen niet langer bij een Nederlandse diplomatieke post in hun land van herkomst een visum aanvragen wegens een in te dienen asielaanvraag in Nederland. Volgens het Vluchtelingenverdrag kan men niet als vluchteling worden erkend als men zich (nog) in het land van herkomst bevindt.
Ook voor de vreemdeling die zich in een derde land bevindt is sinds 2003 het uitgangspunt in het Nederlandse beleid, dat diegene dan niet voor bescherming in Nederland in aanmerking kan komen: men dient zich te wenden tot de autoriteiten van het land waar men zich bevindt. De meeste staten zijn aangesloten bij het Vluchtelingenverdrag en zullen die bescherming kunnen bieden. Anders dient men zich te wenden tot de UNHCR en indien er geen vestiging van de UNHCR is, tot de UNDP (United Nations Development Programme). Die legt dan contact met de UNHCR elders. Indien de UNHCR de aanvrager als vluchteling beschouwt, wordt betrokkene beschermd.

## Uitgenodigde vluchtelingen (Hervestiging van vluchtelingen)
Via de UNHCR kunnen vluchtelingen aan Nederland worden gepresenteerd om te worden toegelaten. Dit wordt ook wel hervestiging van vluchtelingen genoemd. Vluchtelingen, die in vluchtelingenkampen van de UNHCR wonen, worden dan geselecteerd om in Nederland te komen wonen. De IND bepaalt welke vluchtelingen worden uitgenodigd en let daarbij vooral op extra 'zwakke' groepen zoals alleenstaande minderjarigen, mensen met acute medische klachten en alleenstaande vrouwen. Vier keer per jaar vertrekt er een delegatie van de IND, het COA en het Ministerie van Buitenlandse Zaken naar de landen waar de vluchtelingen in vluchtelingenkampen verblijven. 
Ook andere landen, zoals de VS, zijn hierbij aangesloten. Uitgenodigde vluchtelingen doorlopen niet de asielprocedure, maar worden na aankomst meteen op basis van een verblijfsvergunning voor bepaalde tijd toegelaten tot Nederland door de IND. Zij krijgen net als de andere vluchtelingen eerst een verblijfsvergunning asiel bepaalde tijd van vijf jaren, waarna eveneens een verblijfsvergunning asiel onbepaalde tijd kan worden aangevraagd.